# Ели Голдинг
Елена Џејн "Ели" Голдинг (енгл. Elena Jane "Ellie" Goulding; Херефорд, 30. децембар 1986) енглеска је кантауторка, мултиинструменталисткиња и глумица.
Њен први студијски албум Lights објављен је 2010. и доспео је на 1. место листе најпродаванијих албума у Уједињеном краљевству.
Обрада песме Your Song Елтона Џона доспела је на друго место листе најпродаванијих синглова. Гулдингова је 29. априла 2011. извела песму на венчању принца Вилијама и Кетрин Мидлтон у Бакингемској палати.
Њен други албум Halcyon изашао је у октобру 2012. и доспео је до 2. места на листи најпродаванијих синглова у Уједињеном краљевству, да би после 65 недеља избио на 1. место.

## Дискографија

### Студијски албуми
- (2010)
- (2012)
- (2015)
- (2020)

### Синглови
- Under the Sheets (2009)
- Starry Eyed (2010)
- Guns and Horses (2010)
- The Writer (2010)
- Your Song (2010)
- Lights (2011)
- Anything Could Happen (2012)
- Figure 8 (2012)
- Explosions (2013)
- Burn (2013)
- How Long Will I Love You (2013)
- Goodness Gracious (2014)
- Beating Heart (2014)
- Love me like you do (2015)
- "On My Mind" (Sept. 17, 2015)
- Still Falling For You (2016)